# 935
- Wikisource

| Calendário gregoriano                                                        | 935 CMXXXV                                            |
| Ab urbe condita                                                              | 1688                                                  |
| Calendário arménio                                                           | 384 – 385                                             |
| Calendário bahá'í                                                            | -909 – -908                                           |
| Calendário budista                                                           | 1479                                                  |
| Calendário chinês                                                            | 3631 – 3632 Início a 7 de fevereiro (aproximadamente) |
| Calendário copta                                                             | 651 – 652                                             |
| Calendário etíope                                                            | 927 – 928                                             |
| Calendários hindus - Vikram Samvat - Calendário nacional indiano - Cáli Iuga | 990 – 991 856 – 857 4035 – 4036                       |
| Calendário Holoceno                                                          | 10935                                                 |
| Calendário islâmico                                                          | 323 – 324                                             |
| Calendário judaico                                                           | 4695 – 4696                                           |
| Calendário persa                                                             | 313 – 314                                             |
| Calendário rúnico                                                            | 1185                                                  |
| Calendário solar tailandês                                                   | 1478                                                  |

935 (CMXXXV, na numeração romana) foi um ano comum do século X que começou numa quinta-feira, segundo o calendário juliano. A terça-feira de Carnaval ocorreu a 10 de fevereiro e o domingo de Páscoa a 29 de março. Segundo o horóscopo chinês, foi o ano da Cabra, começando a 7 de fevereiro (aproximadamente).
| Ano completo                   |
| ------------------------------ |
| Ano comum com início ao sábado |

## Nascimentos
- Sancho II de Navarra (m 994) pertenceu a Dinastia Jiménez, foi o 6º rei de Pamplona.

## Mortes
- Julho - Armengol de Ruergue e Tolosa, n. 850, foi conde de Ruergue e de Tolosa.